# Аммельдінген-бай-Ноєрбург
Аммельдінген-бай-Ноєрбург (нім. Ammeldingen bei Neuerburg) — громада в Німеччині, розташована в землі Рейнланд-Пфальц. Входить до складу району Бітбург-Прюм. Складова частина об'єднання громад Зюдайфель.
Площа — 4,49 км2. Населення становить 254 ос. (станом на 31 грудня 2020).

## Галерея

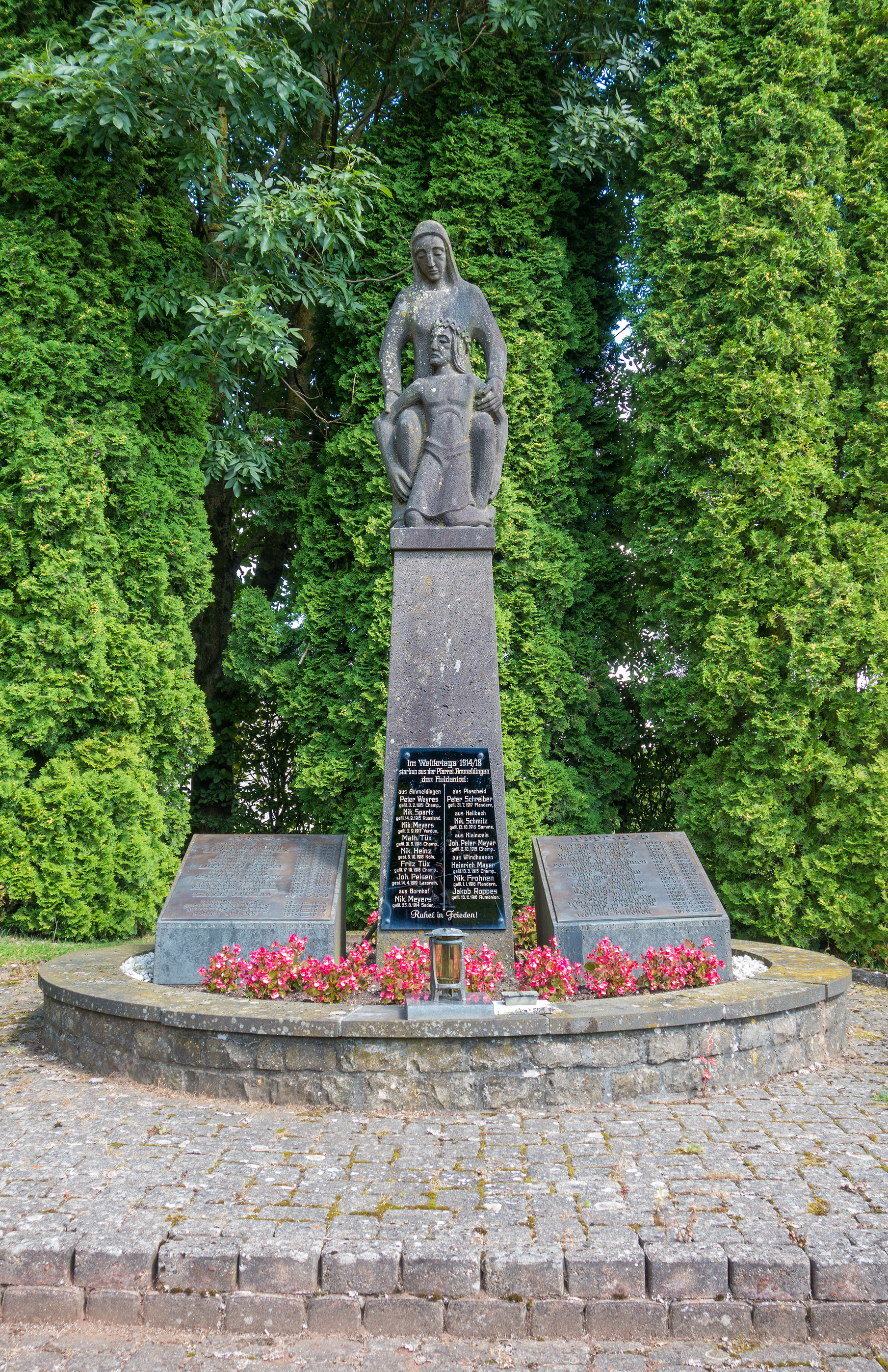